# Cerithidea pliculosa
Cerithidea pliculosa är en snäckart som först beskrevs av Menke 1829.  Cerithidea pliculosa ingår i släktet Cerithidea och familjen Potamididae. IUCN kategoriserar arten globalt som livskraftig.

## Underarter
Arten delas in i följande underarter:
- C. p. pliculosa
- C. p. veracruzensis